# Katarzyna Kotula
Katarzyna Kotula, née le 1er février 1977 à Gryfino (Poméranie-Occidentale), est une enseignante d'anglais et militante politique polonaise, députée à la Diète de la République de Pologne depuis octobre 2019.

## Biographie
Katarzyna Agata Kotula a fait des études de philologie anglaise à l'Université Adam-Mickiewicz de Poznań avant de travailler dans sa ville natale comme professeur d'anglais pendant une vingtaine d'années. Elle a également dirigé une école de langue privée. Elle est depuis 2016 une des leaders de la « grève des femmes » (pl) à Gryfino et au niveau national.
Elle est en 2019 une des fondatrices du parti Wiosna de Robert Biedroń. En mai 2019, elle est candidate, sans succès, aux élections au Parlement européen. Lors des élections législatives d'octobre 2019, elle est élue députée à la Diète sur la liste de La Gauche dans la circonscription de Szczecin (pl).